# 1981年のル・マン24時間レース

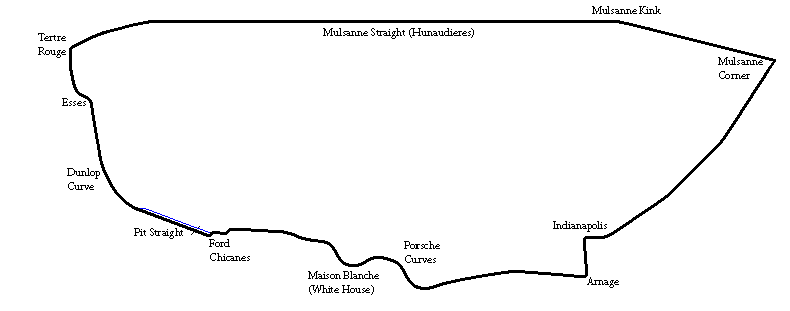
1981年のコース

1981年のル・マン24時間レース（24 Heures du Mans 1981 ）は、49回目のル・マン24時間レースとして、1981年6月13日から6月14日にかけてフランス、ル・マンのサルト・サーキットで行われた。

## 概要
1982年からの新規定導入前の最後の年であり、先取りでグループ6の3リットル以上のマシンの出走が認められた。
ワークスポルシェは936にインディ500用2,649ccから予選ブースト600馬力以上を発揮する935/76型エンジンを搭載したポルシェ・936/81を開発した。またユルゲン・バルト（Jürgen Barth ）/ヴァルター・ロール組で2,478cc直列4気筒ターボFRマシンのポルシェ・944LM、1号車を参戦させた。
これに対抗するロンドーもフォード・コスワース・DFVエンジンを3.3リットルに拡大したDFLエンジンを搭載した。
1980年のル・マン24時間レースを欠場して継続的に参戦する体制を模索していた東洋工業（現マツダ）は充分なノウハウを持つ外国人とチームを組むことにした。大橋孝至が組む候補として考えたのは当時マツダ・RX-7でイギリスサルーンカーレースを戦っており1979年に知人となっていたトム・ウォーキンショーと、地元フランスの英雄ジャン・ロンドーであった。大橋は1980年サルーンカーレースを見に行った際に一緒にル・マンを戦う旨トム・ウォーキンショーに提案したが、トム・ウォーキンショーは体勢が整っていないため「興味がない」と断った。しかしその後も大橋は誘い続け、1981年初めにトム・ウォーキンショーは同意した。大橋はJUNをスポンサーとして獲得し、マツダ・RX-7・253で前回と同様IMSA-GTOクラスから出場、ドライバーは生沢徹/トム・ウォーキンショー/ピーター・ラベット組が37号車、寺田陽次郎/鮒子田寛/ウィン・パーシー組が38号車をドライブした。フランスマツダは援助の手を差し伸べたが、広島の東洋工業本社は「あれはマツダの活動ではない。マツダオート東京が勝手にやっていることだ」と言ってはばからなかった。エンジン出力は300PSまで向上していた。
3年連続参戦となる童夢は3年の総決算のつもりで当時フォーミュラ1でも採用例が少なかったカーボンファイバーモノコックの意欲的な作品を持ち込み、エンジンを充分にオーバーホールして参加した。

### 予選
ワークスのポルシェ・936は速く、ジャッキー・イクスが前年ポールポジションより10秒以上速い3分29秒44をマークした。
マツダはとにかく予選を通過するのが目標であった。エンジンを8,500rpmまで回すつもりが直線に入っても8,200rpmまでしか回らなかったがコーナーは格上のマシンにすら追いつく程速く、タイムは一昨年より14秒も向上、38号車が4分4秒79の49位、37号車が4分7秒18の51位で予選通過した。
童夢はサスペンションのアライメントが狂っており、2日目もエンジン不調でタイムアタックできず、3分47秒43の20位に留まり、この3年で最悪の結果であった。

### 決勝
出走は55台。ポルシェ・917やフェラーリ・512BBといったかつての5リットルマシンが登場して古いファンが懐かしがった。
ジャッキー・イクス/デレック・ベル組が乗るポルシェ・936/81の11号車はスタートから飛び出し、出力向上した分燃費が悪く給油間隔が短かったため一時トップを明け渡す場面はあったものの、3時間を過ぎてからは差を拡大し続けた。
マツダは38号車が2時間しないうちにディファレンシャル故障でリタイヤ、37号車も序盤でトランスミッションからオイル漏れを起こし修理したが10時間で再発、リタイヤとなった。
童夢は2時間で8位を走る健闘を見せたが、事故でペースカーが入りスロー走行中エンジンが不調となり20位台に低迷、12時間半154周でバルブ脱落によりリタイヤとなった。

## 結果
完走は18台。
ジャッキー・イクス/デレック・ベル組が乗るポルシェ・936/81の11号車が24時間で4,825.348kmを平均速度201.065km/hで走って優勝した。これほど長時間トップを走り続けたのは珍しい例である。この車両が示した燃費、1.8km/リットルが1982年以降施行されたグループCのガイドラインとなった。
2位ロンドーは前年に優勝した走行距離を上回り340周を走ったが、1位との差は14周もあった。
ポルシェ・944LM、1号車は7位で完走した。